# Cratere Quwai
Quwai è un cratere sulla superficie di Rea.